# Macroglenes herbaceus
Macroglenes herbaceus är en stekelart som först beskrevs av Graham 1969.  Macroglenes herbaceus ingår i släktet Macroglenes och familjen puppglanssteklar. Arten är reproducerande i Sverige. Inga underarter finns listade i Catalogue of Life.